# Agrobil

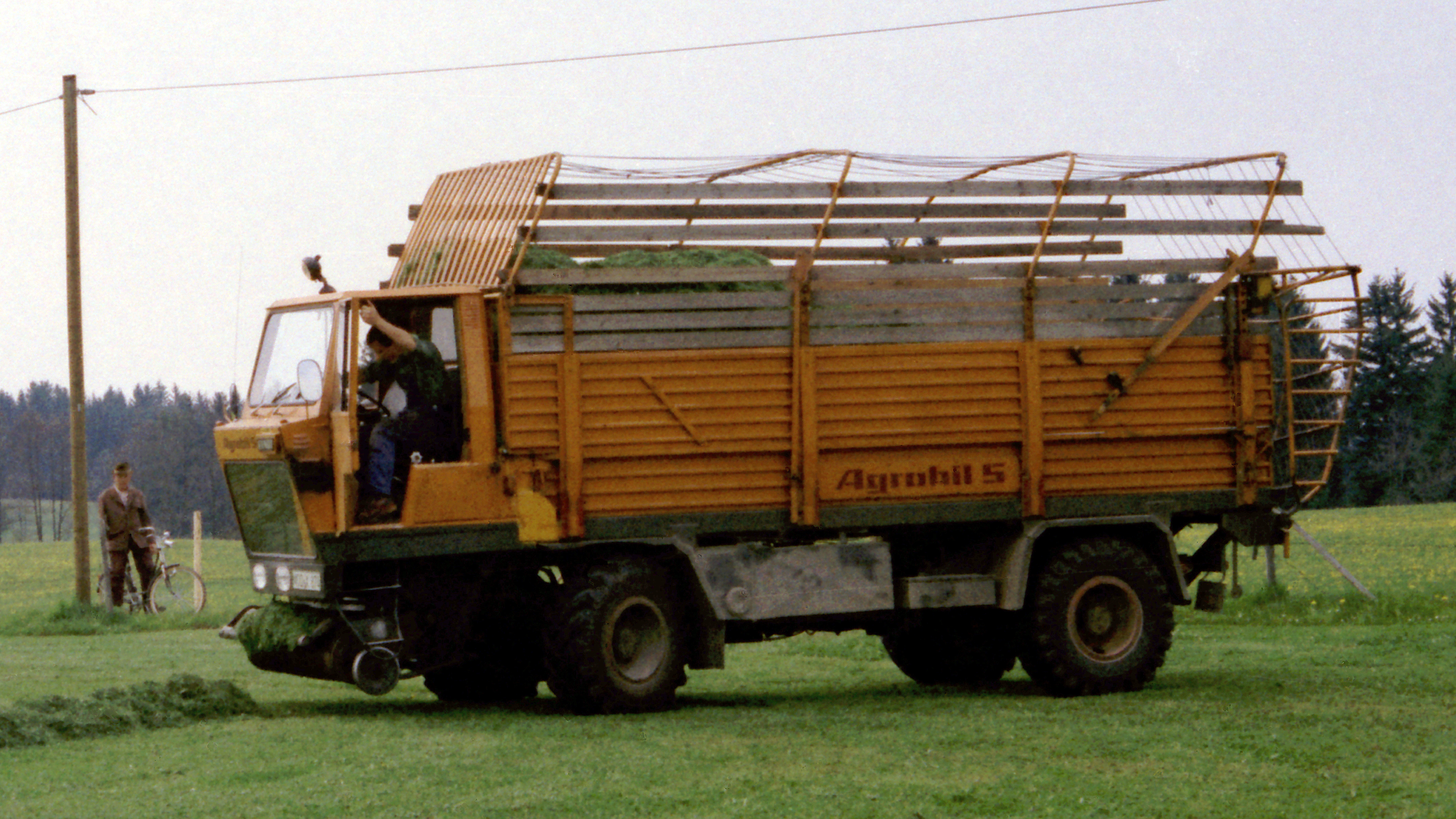
Fendt Agrobil S bei der Grünfutterbergung

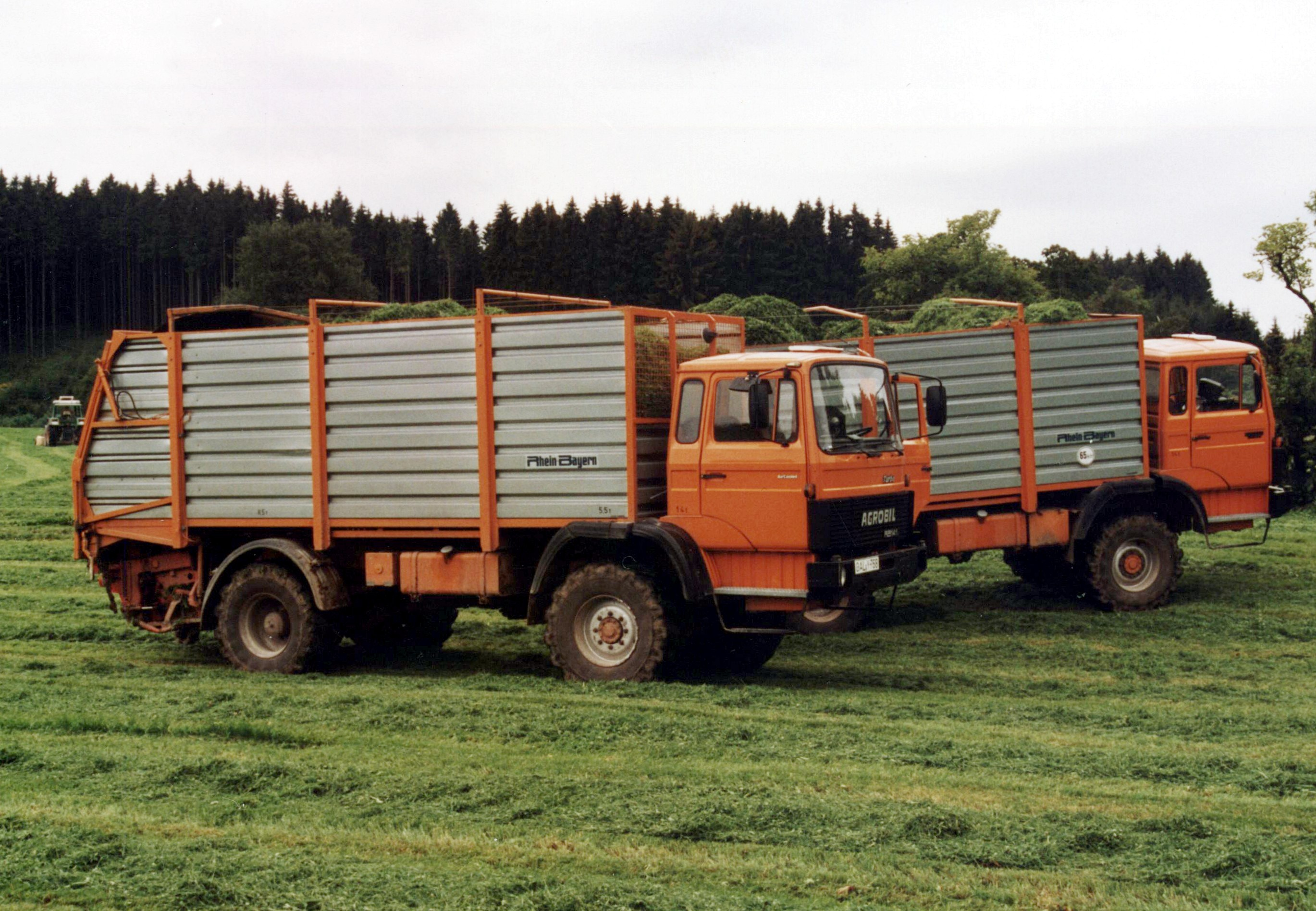
Zwei Agrobils von Rhein-Bayern

Agrobil ist der Name verschiedener in Deutschland gebauter landwirtschaftlicher Transporter. Sie dienen vor allem der Aufnahme und dem Transport von Gras, Silage, Heu oder Stroh (Futtermittel) und werden meistens bei Grünfuttertrocknungsanlagen oder von Lohnunternehmern eingesetzt. Die Wirtschaftlichkeit solcher Kombifahrzeuge ist eng, die erwarteten Stückzahlen der Produzenten wurden durch die Nachfrage aus spezialisierten Dienstleistungsunternehmen nicht erreicht.

## Geschichte
Anfang der 1970er Jahre entwickelte der deutsche Schlepperhersteller Fendt das Agrobil S als selbstfahrenden Ladewagen und Universaltransporter. Die in eigener Komplettfertigung produzierten und in Kommunalorange lackierten Fendt-Agrobils sind mit einem 59-kW-Unterflurmotor (80 PS) und Vollsynchrongetriebe ausgestattet. Sie haben eine Höchstgeschwindigkeit von 60 km/h und eine Ladekapazität von rund acht Tonnen. Das Ladeaggregat (Pickup) kommt in der Front des Fahrzeugs zum Einsatz. Auch Miststreueraggregate und Mähwerke (Böschungsmäher) können angebaut werden.
Nachdem Fendt nur wenig mehr als 100 Agrobils verkaufen konnte, erwarb das Allgäuer Unternehmen Rhein-Bayern 1985 die Markenrechte am Namen Agrobil und baute fortan, bis zur Insolvenz Mitte der 1990er Jahre, ähnliche Agrobils. Bei diesen befindet sich das Ladeaggregat allerdings im Heck, und sie wurden auf Lkw-Fahrgestellen unter Verwendung eines Vierer-Club-Fahrerhauses von Magirus-Deutz/Iveco oder MAN aufgebaut.